# Festival international des cinémas d'Asie de Vesoul 2008

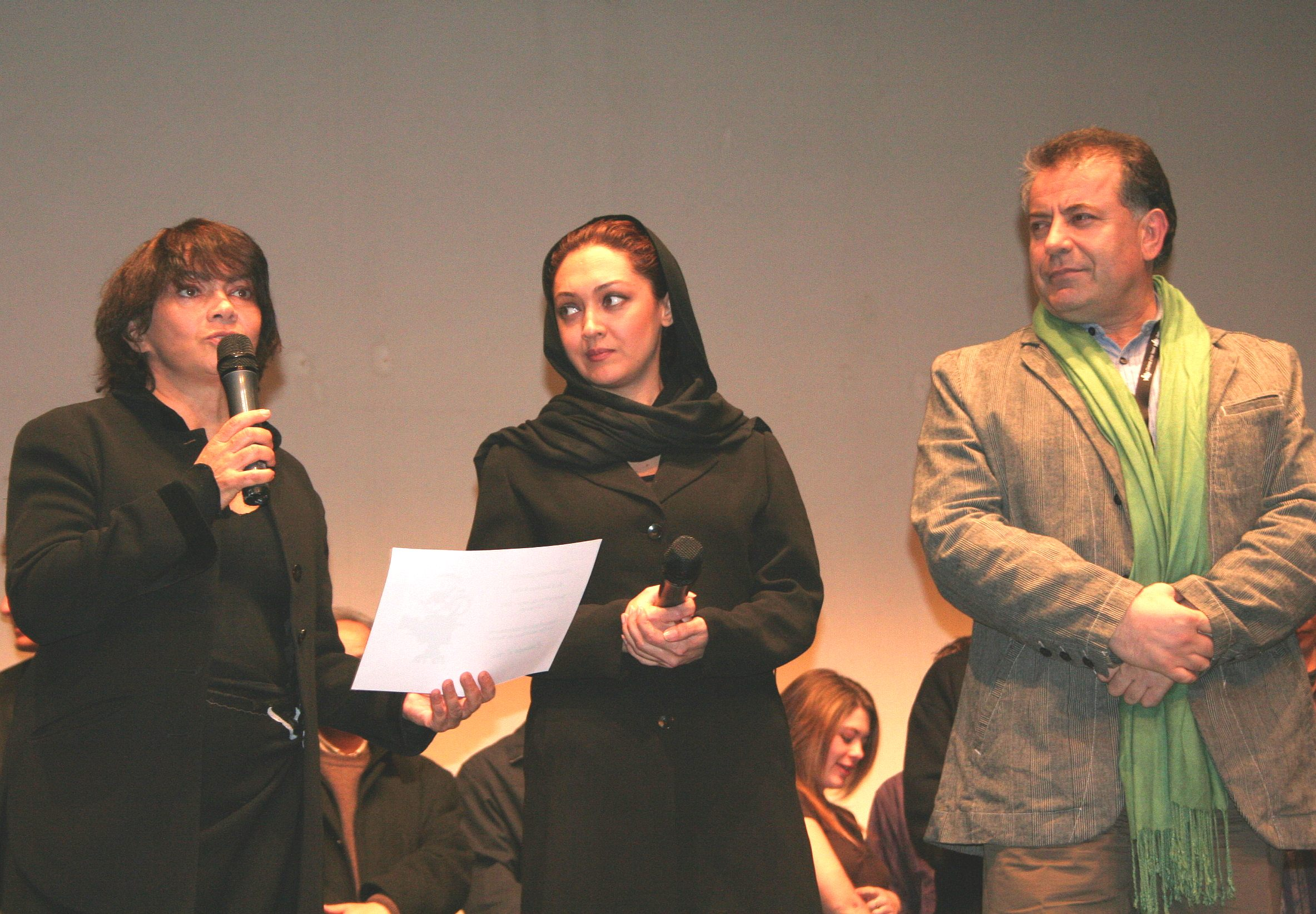
Jocelyne Saab, Niki Karimi et Safarbek Soliev

Le Festival international des cinémas d'Asie 2008 a lieu du 29 janvier au 5 février 2008.
Le jury international qui remet le Cyclo d'or est, cette année, composé des quatre réalisateurs Masahiro Kobayashi, Niki Karimi, Jocelyne Saab et Safarbek Soliev. Un deuil rappelle Masahiro Kobayashi au Japon en cours de festival et Stanley Kwan le remplace à la tête du jury.

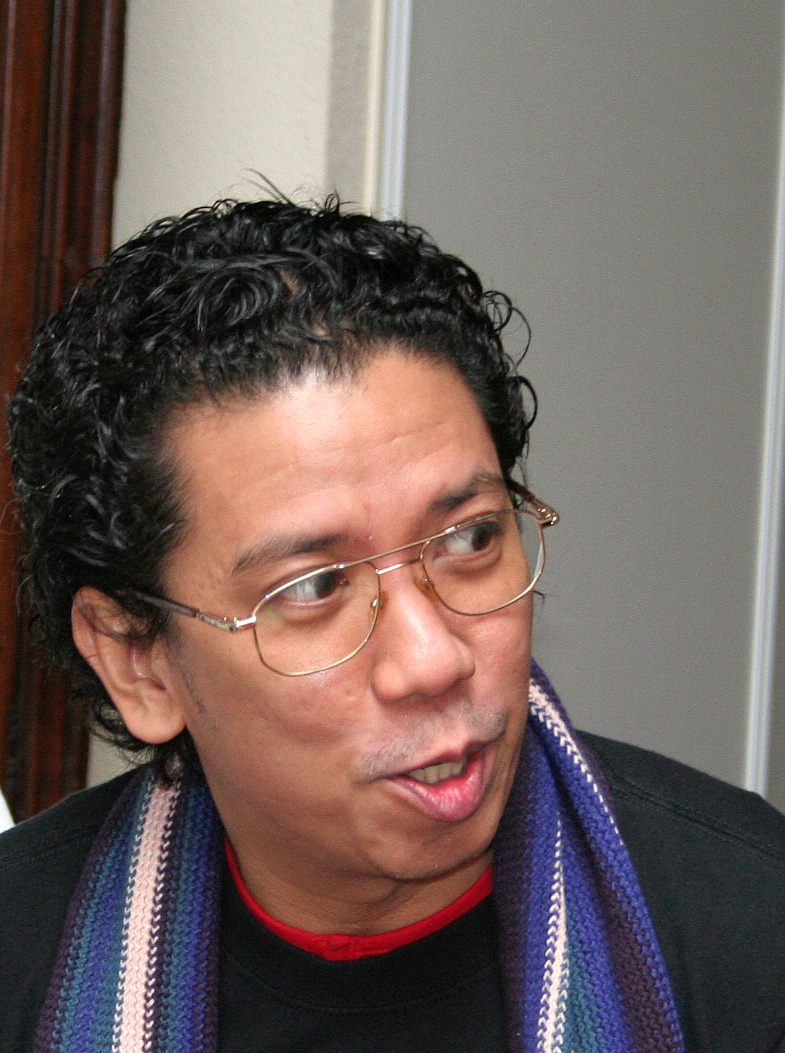
Auraeus Solito

## Programmation du14efestival international des cinémas d'Asiede Vesoul

### Section «Visages des cinémas d'Asie contemporains»
- Film d'ouverture

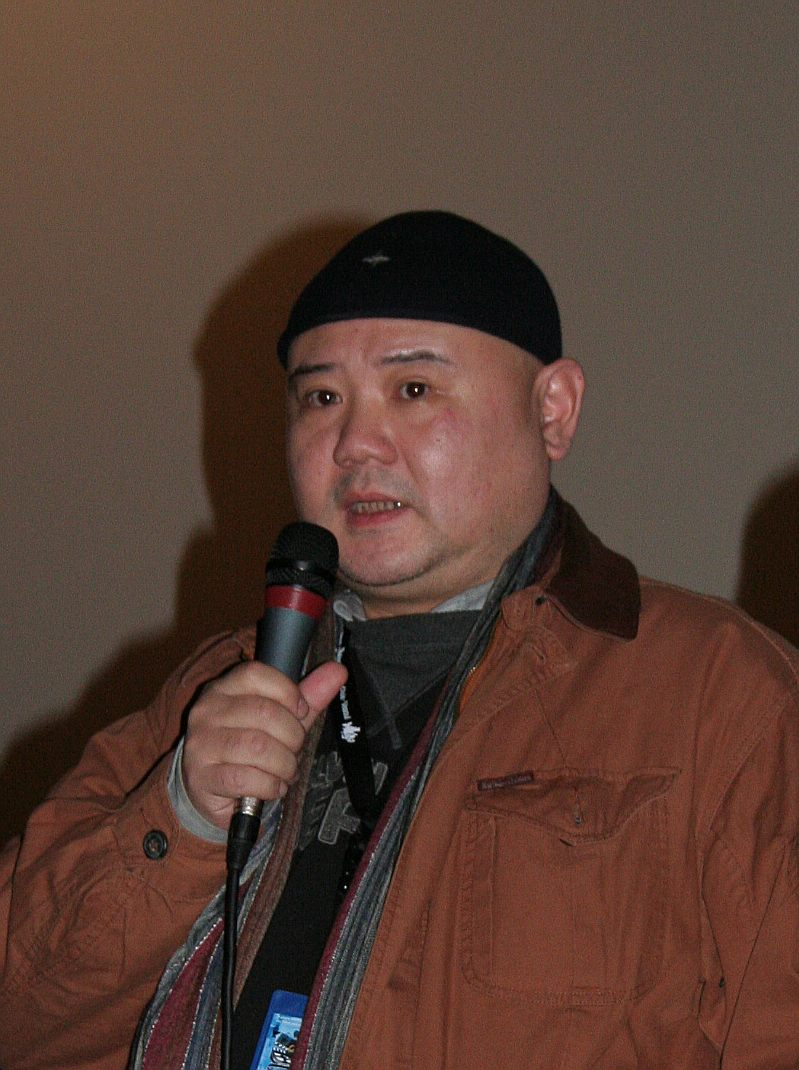
Cai Shangjun

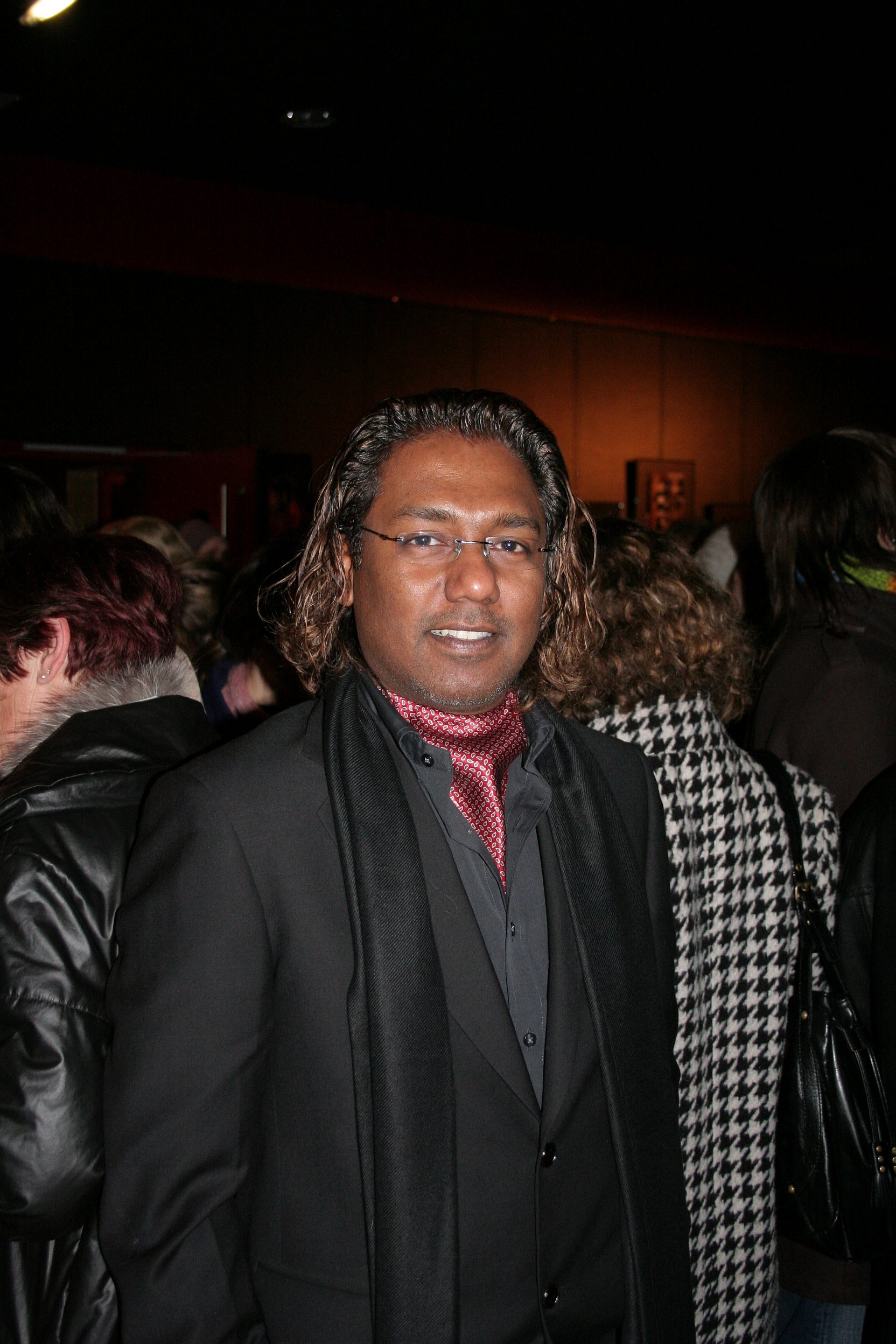
Shivajee Chandrabhushan

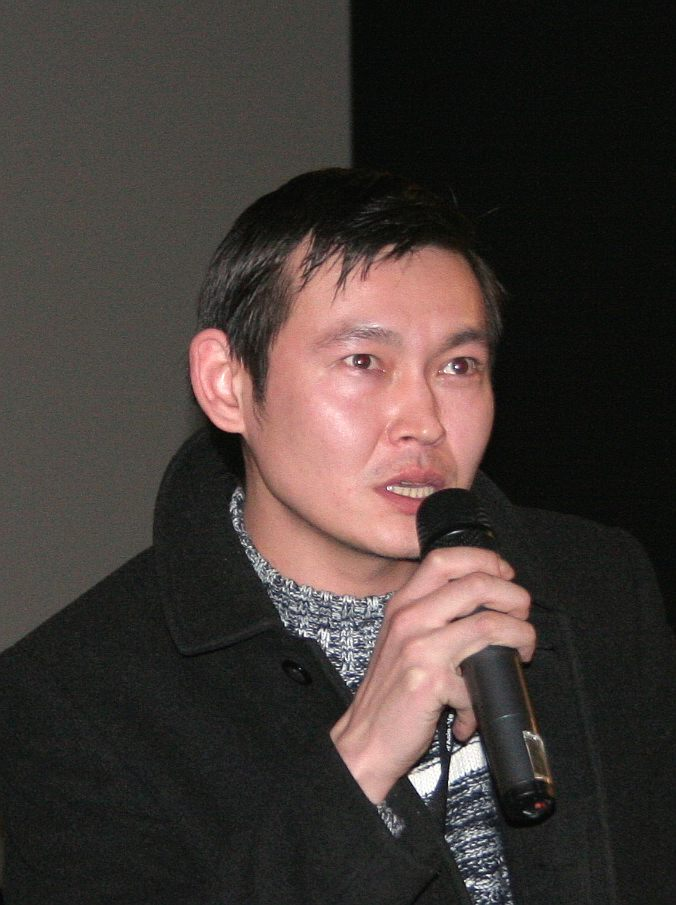
Abai Koulbai

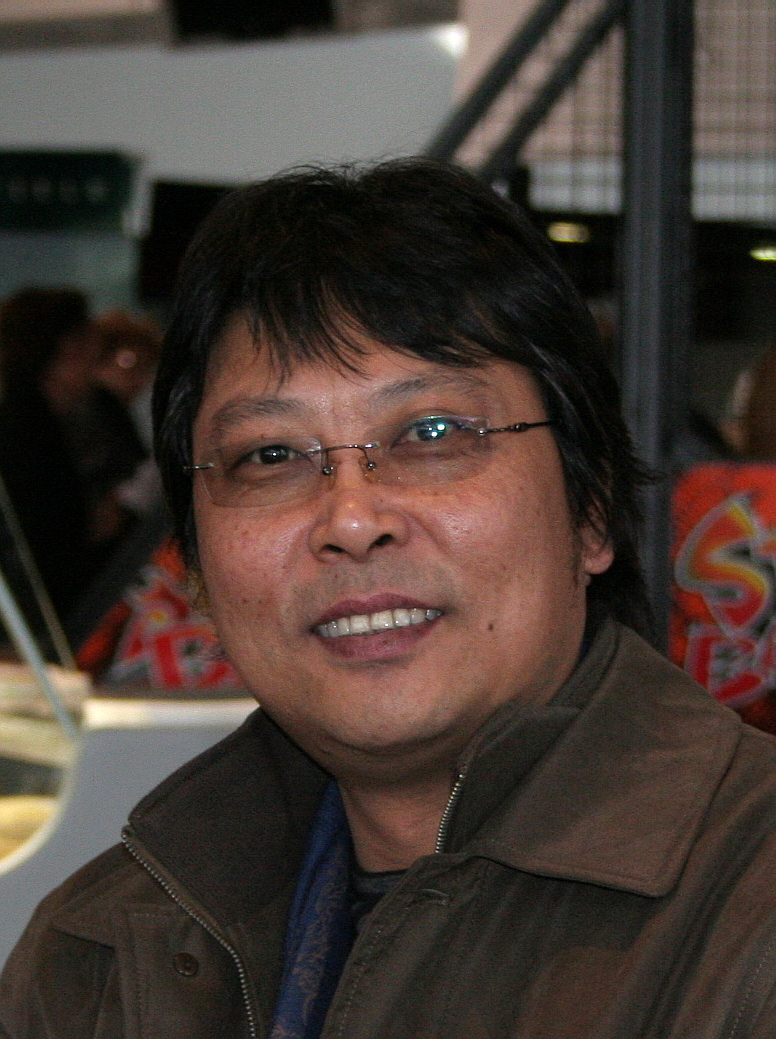
Hasi Chaolu

  - Iran, France : Le Cahier, de Hana Makhmalbaf
- Compétition longs métrages :
  - Chine : Les Moissons pourpres, de Cai Shangjun (première française)
  - Chine : Le Vieux Barbier, de Hasi Chaolu (première française)
  - Inde : Frozen, de Shivajee Chandrabhushan (première française)
  - Iran : Those Three, de Naghi Nemati (première française)
  - Israël : Trois mères, de Dina Zvi-Riklis (inédit)
  - Kazakhstan : Le Martinet, de Abai Koulbai (première française)
  - Kirghizistan : Boz Salkyn, de Ernest Abdyjaparov (première française)
  - Malaisie : Waiting for love, de James Lee (première européenne)
  - Philippines : Philippine Science, de Auraeus Solito (première européenne)
- Films du Jury international
  - Japon : Pressentiment d'amour, de Masahiro Kobayashi
  - Iran : Quelques jours plus tard, de Niki Karimi
  - Liban : Une vie suspendue, de Jocelyne Saab
  - Tadjikistan : Le Calendrier de l'attente de Safarbek Soliev
- Séances spéciales « Japanimation » :
  - Japon : Brave Story, de Koichi Chigira
  - Japon : La Traversée du temps, de Mamoru Hosoda

### Section thématique «Villes d'Asie»
- Fictions
  - Chine : Beijing Bicycle, de Wang Xiaoshuai
  - Chine : Ronde de flics à Pékin, de Ning Ying
  - Chine (Hong Kong) : Made in Hong Kong, de Fruit Chan
  - Corée du Sud : Les Gens d'un bidonville, de Bae Chang-ho
  - France : Persepolis, de Marjane Satrapi et Vincent Paronnaud
  - Inde, France : Salaam Bombay !, de Mira Nair
  - Iran : Don, de Abolfazl Jalili
  - Japon : Crépuscule à Tokyo, de Yasujiro Ozu
  - Japon : Une ville d'amour et d'espoir, de Nagisa Oshima
  - Liban : Beyrouth Fantôme de Ghassan Salhab
  - Palestine : Un ticket pour Jérusalem, de Rashid Masharawi
  - Taïwan : My American Grandson, de Ann Hui
- Documentaires
  - France : Calcutta, de Louis Malle
  - Turquie - Allemagne : Crossing the Bridge - The Sound of Istanbul de Fatih Akin
  - Suisse : Une ville à Chandigarth, d'Alain Tanner
  - Inde - France : Le Corbusier en Inde, de Manu Rewal
  - Inde - France : Bombay, de Ann Chakraverty
  - Vietnam - France : Hanoi, de Ann Chakraverty
  - Mongolie - France : Oulan Bator de Xavier Simon

### Hommage àStanley Kwanen sa présence

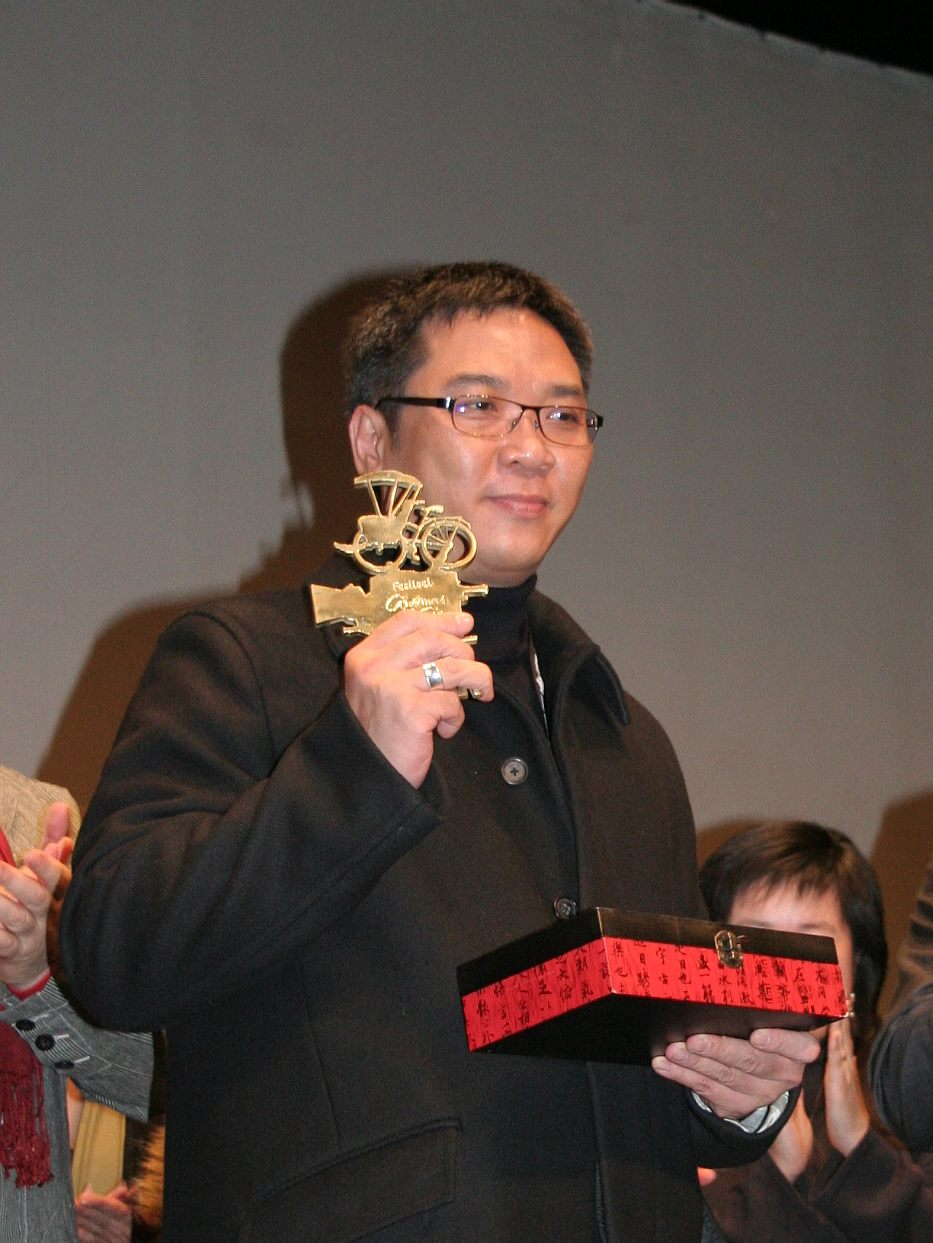
Stanley Kwan et son Cyclo d'or d'honneur

- 1988 - Rouge
- 1992 - Center Stage
- 1994 - Rose rouge, Rose blanche
- 1996 - Yang+-Ying
- 1998 - Hold You Tight
- 2001 - Lan Yu
- 2005 - Everlasting Regret

- Film de clôture
  - 1986 - Love Unto Waste

### 150eanniversaireFrance - Japon
- France - Japon : Typhon sur Nagasaki, d'Yves Ciampi
- France - Japon : Hiroshima mon amour, d'Alain Resnais
- Japon - France : L'Empire de la passion, de Nagisa Oshima
- Japon - France : Ran, de Akira Kurosawa
- Japon - France : Eureka, de Shinji Aoyama
- Japon : H Story, de Nobuhiro Suwa
- Japon - France : Femmes en miroir, de Kiju Yoshida
- Japon - France : La Forêt de Mogari, de Naomi Kawase

### Regard sur le cinéma tadjik

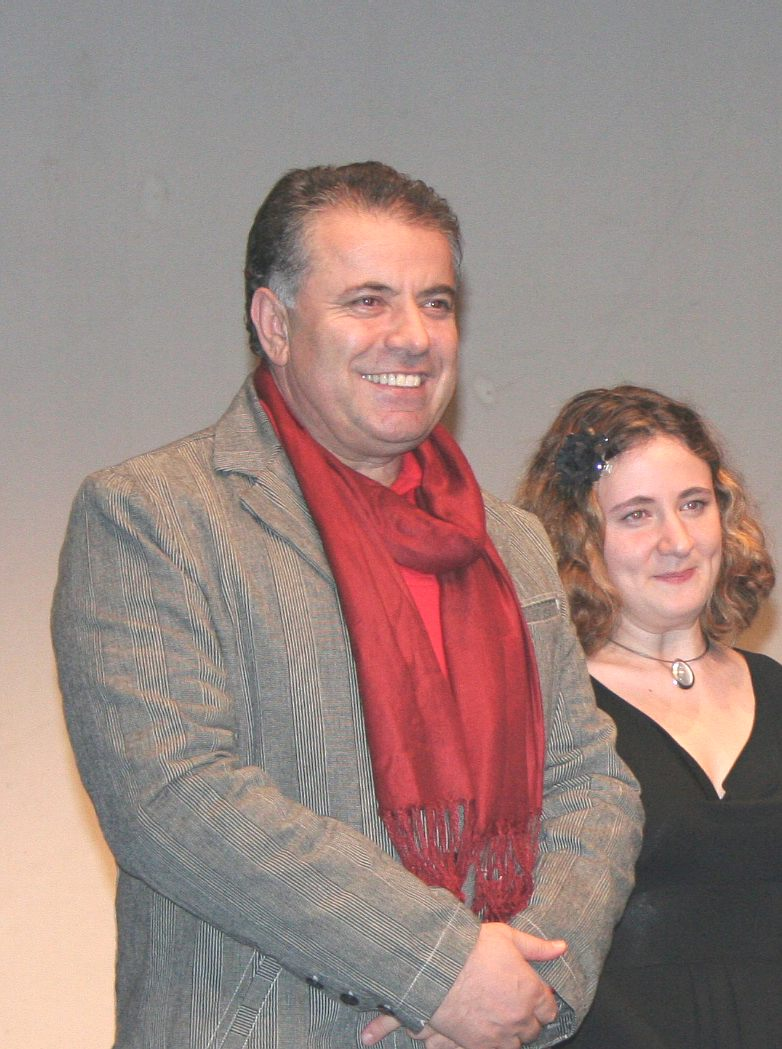
Safarbek Soliev

- Tadjikistan : Les Enfants du Pamir, de Vladimir Motyl
- Tadjikistan : Roustam et Soukhrab, de Boris Kimiagarov
- Tadjikistan : Secrets de famille, de Valeri Akhadov
- Tadjikistan : L'Otage, de Younous Youssoupov
- Tadjikistan : Bratan, de Bakhtiar Khudojnazarov
- Tadjikistan : L'Ange de l'épaule droite, de Jamshed Usmonov
- Tadjikistan : Nissour, Achaglon, L'Alliance, trois films de Safarbek Soliev

### Section «Jeune Public»
- Bhoutan : La Coupe, de Khyentse Norbu
- Iran : Le Ballon blanc, de Jafar Panahi

### Documentaires
- En compétition :

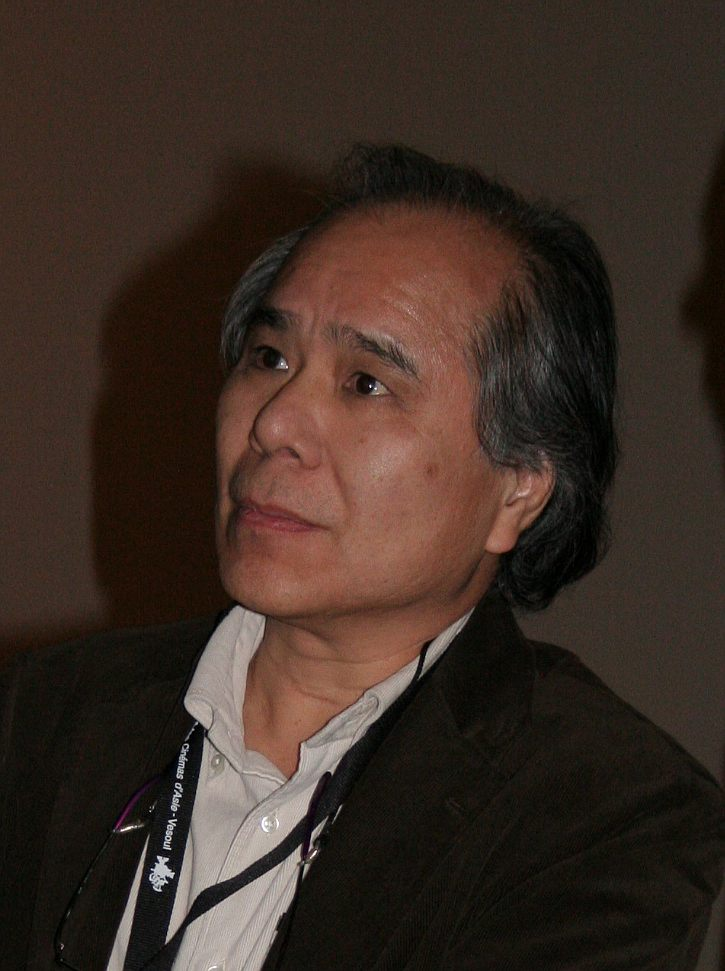
Shinji Takahashi présentant son documentaire au Festival des cinémas d'Asie de Vesoul

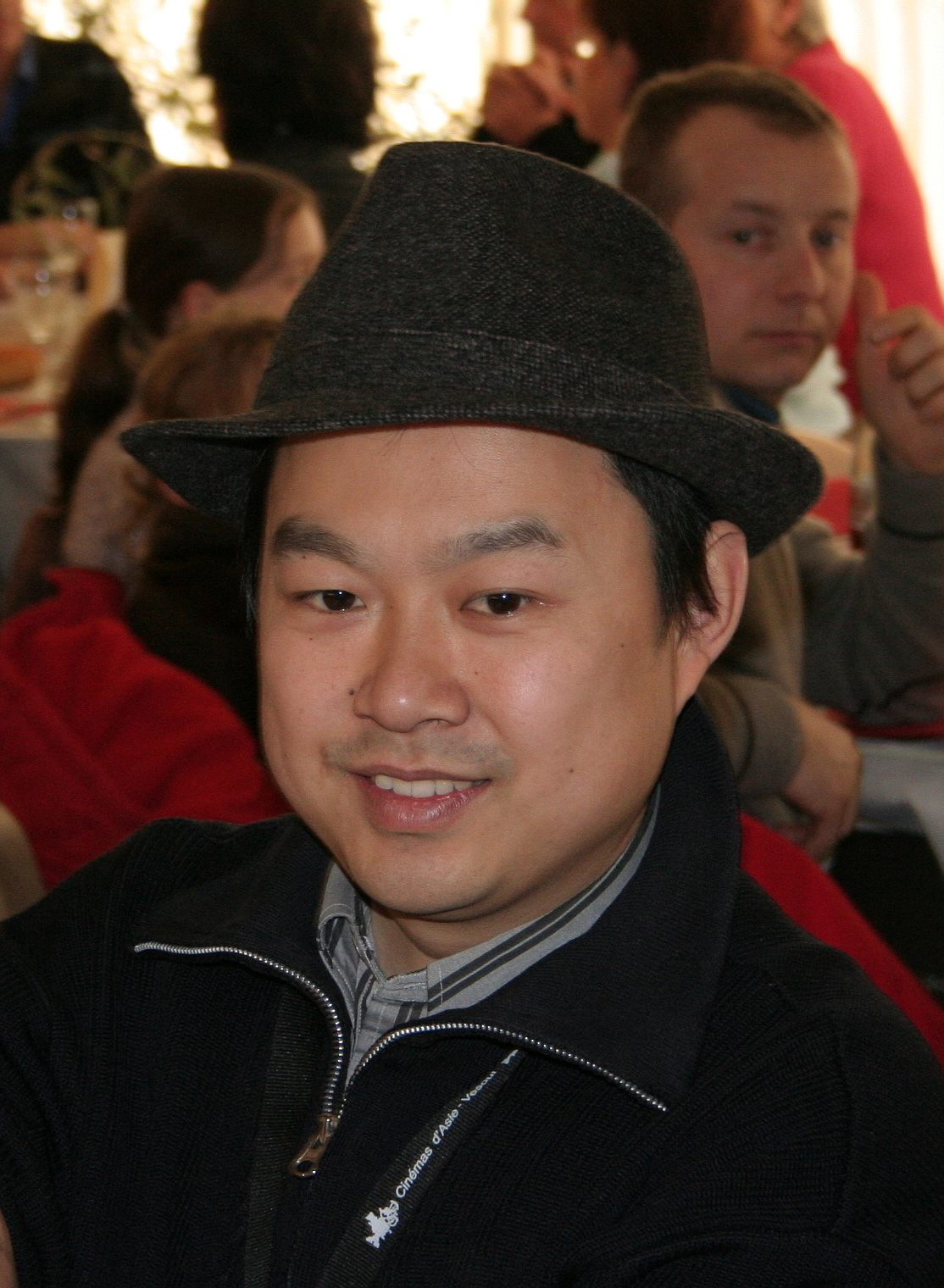
Cheng Xiao-xing

  - Afghanistan : Mon Kaboul, de Whahid Nazir
  - Bangladesh - France : Le Téléphone portable de Hamima, d'Olga Prud'homme
  - Chine - France : Enfants bananes, de Cheng Xiao-xing
  - Corée : Portrait de ma famille, de Kim Young-jo
  - France : Une lettre au père, de Morgan Richard
  - Japon : Le Cri du cœur, de Shinji Takahashi
  - Syrie : Six histoires ordinaires, de Meyar Al Roumi
  - Tibet : Lhacham, une nonne tibétaine, de Dorje Tsering Chenaktsang

## Palmarès 2008
- Cyclo d'or d'honneur à Stanley Kwan pour l'ensemble de son œuvre.
- Jury international
  - Cyclo d'or à Hasi Chaolu pour son film Le Vieux Barbier.
  - Grand prix du jury à Auraeus Solito pour son film Philippine Science.
    - Mention spéciale à Naghi Nemati pour Those Three.
- Prix du Jury NETPAC à Hasi Chaolu pour son film Le Vieux Barbier.
  -     - Mention spéciale à Cai Shangjun pour Les Moissons pourpres.
- Prix Émile-Guimet à Ernest Abdyjaparov pour Boz Salkyn.
- Prix Langues O' à Cai Shangjun pour Les Moissons pourpres.
- Prix du public
  - Long métrage de fiction à Auraeus Solito pour son film Philippine Science.
  - Film documentaire à Shinji Takahashi pour Le Cri du cœur.
- Prix du jury jeunes
  - Film documentaire à Cheng Xiao-xing pour Enfants bananes.
- Prix du jury lycéens à Hasi Chaolu pour son film Le Vieux Barbier.
- Coups de cœur
  - Guimet à Shivajee Chandrabhushan pour Frozen.
  - Langues O' à Hasi Chaolu pour Le Vieux Barbier.

Cérémonie de clôture
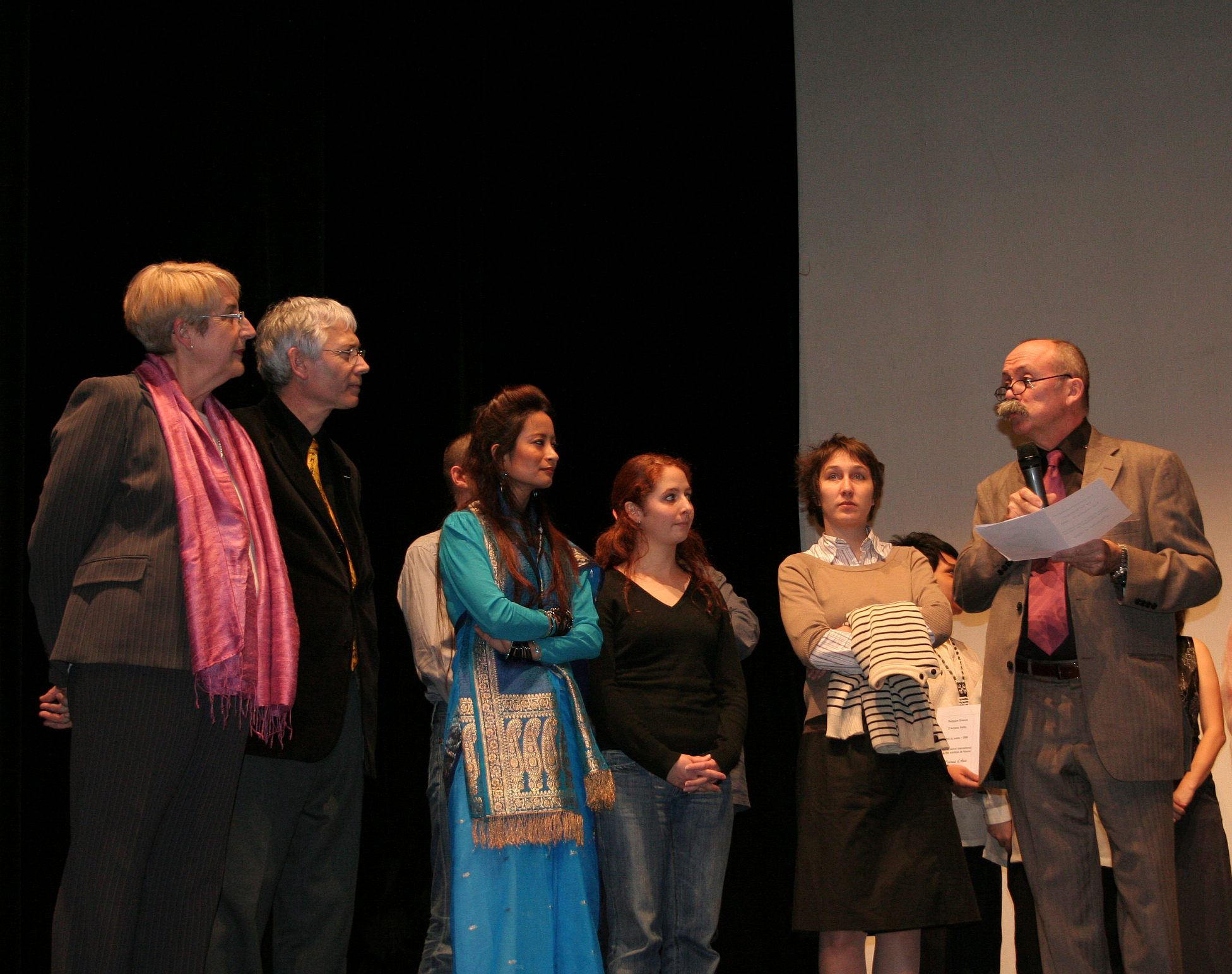
Jury de l'INALCO
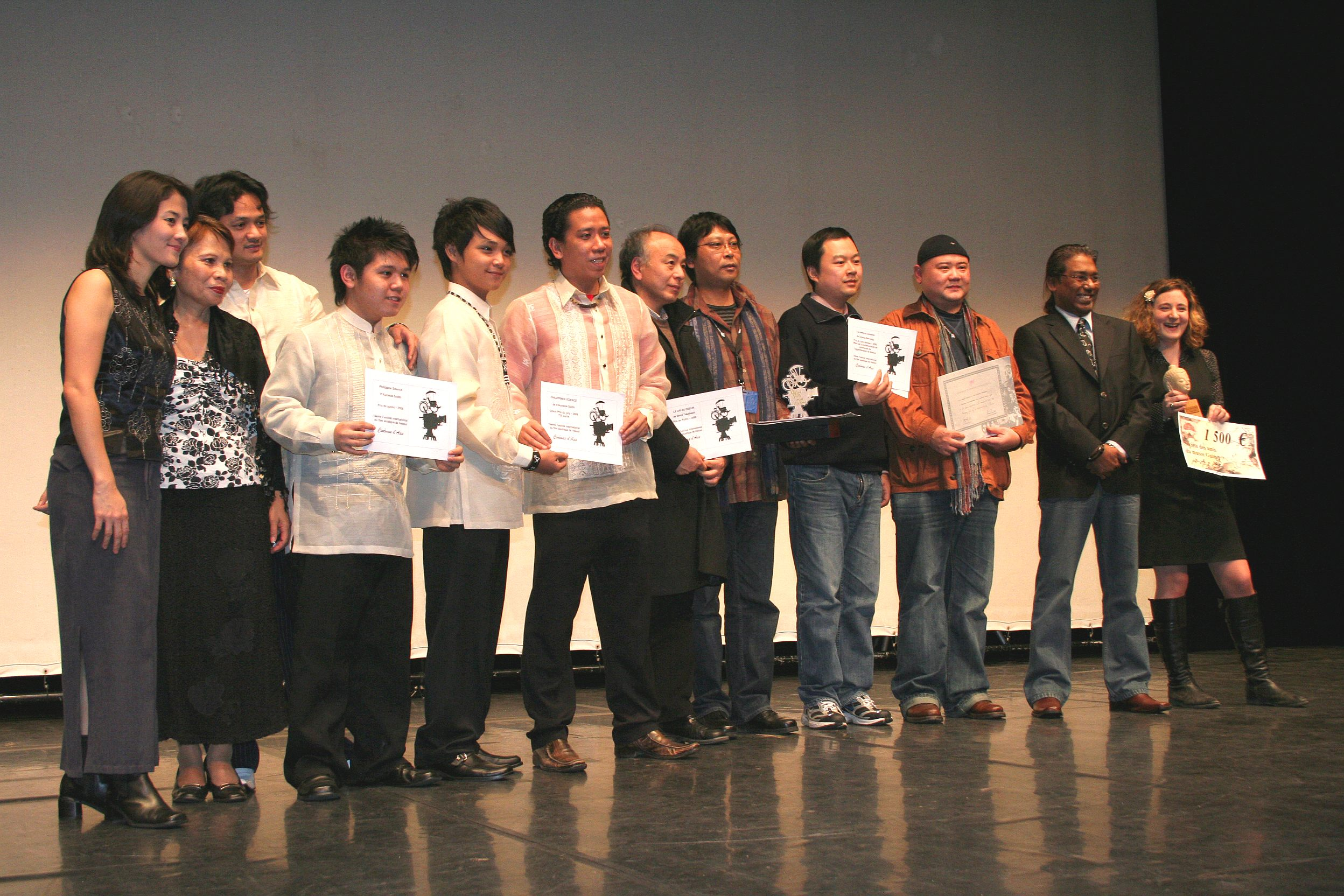
L'ensemble des lauréats
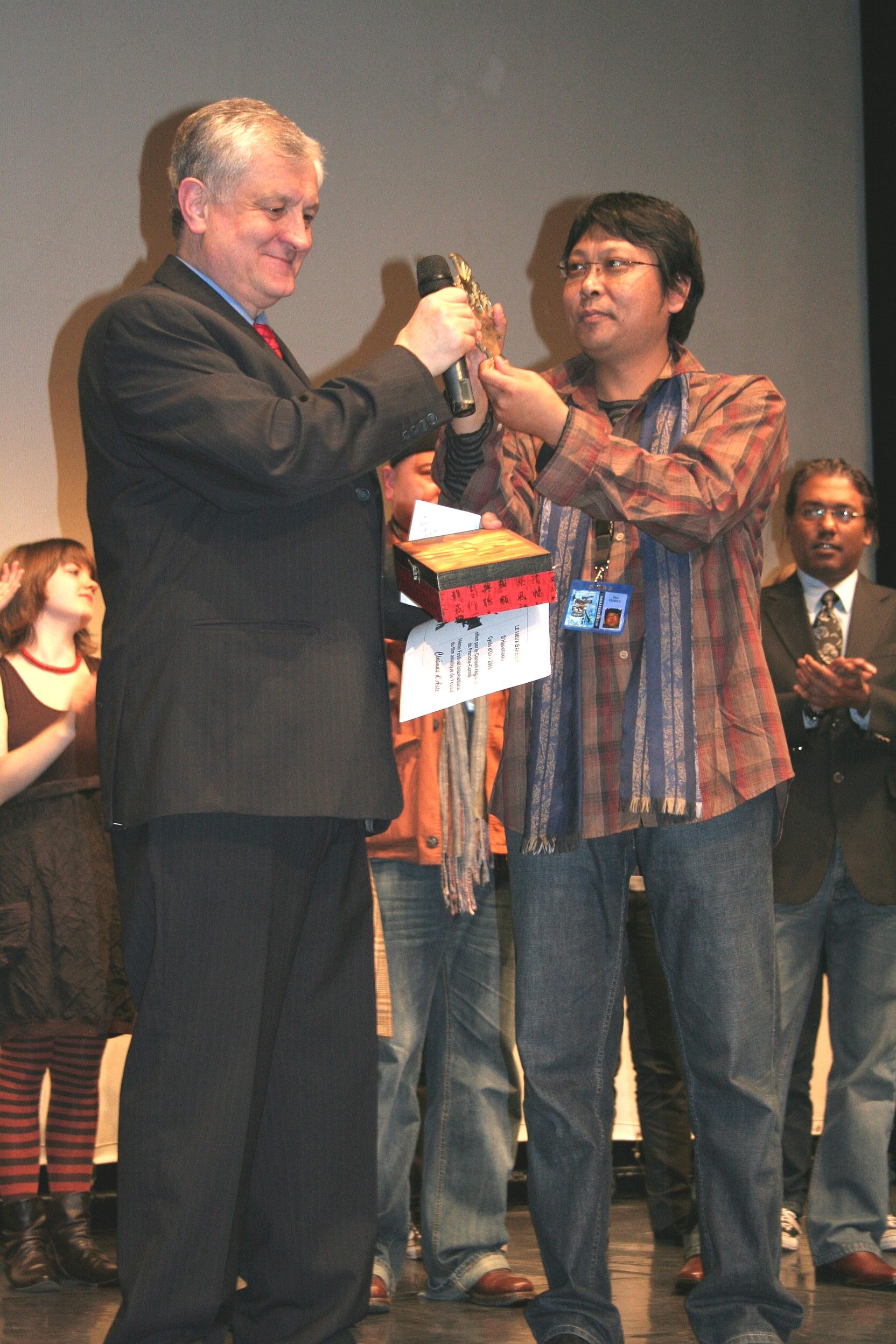
Le Cyclo d'or remis par Loïc Niepceron conseiller régional
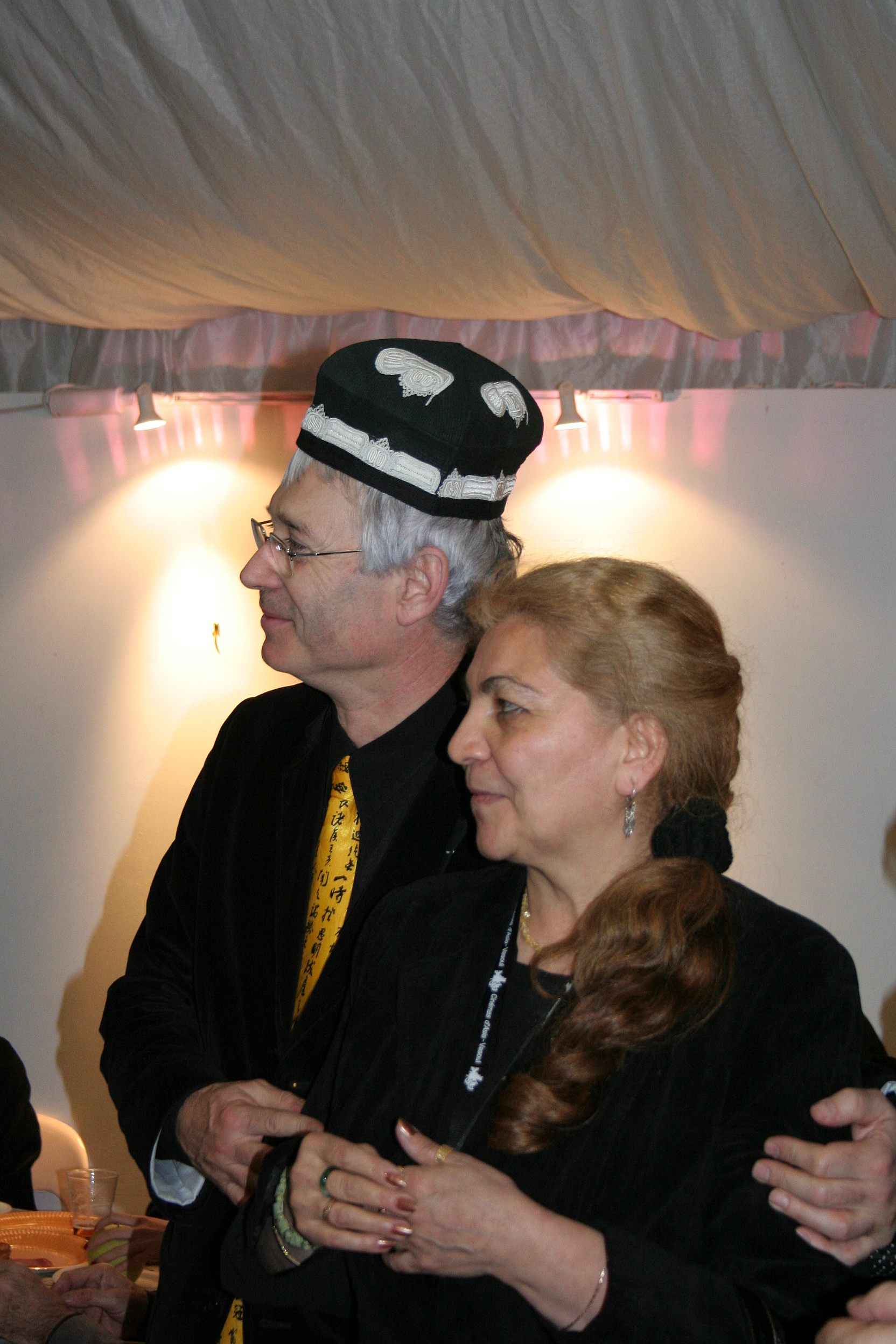
Soirée de clôture à la Bambouseraie